# فتح علي خان
فَتح عَلِيّ خَان بنُ شَاه قُلِي خَان قُوانلُو قَاجَار (بالفارسية: فتحعلی‌خان بن شاه‌قلی‌خان قوانلو قاجار) (1104هـ - 14 صفر 1139هـ المُوافق فيه 1692م - 11 تشرين الأوَّل (أكتوبر) 1726م) المعروف اختصارًا بِـ«فتح علي خان» كان الصدر الوزير الأعظم للدولة الصفوية في الفترة ما بين 10 تشرين الثاني (نوفمبر) 1722 حتى 11 تشرين الأول (أكتوبر) 1726. حمل رُتبة فريق أول. تُوفي سنة 1726.